# Tlazolteotl

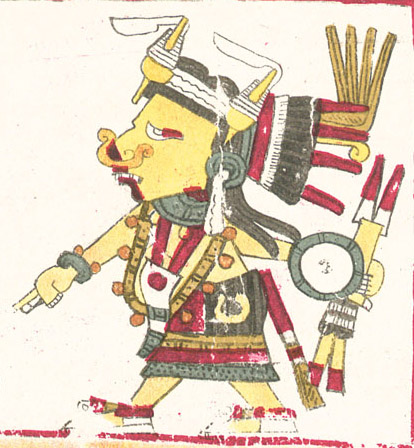
Tlazolteotl ábrázolása a Codex Borgia-ban.

Tlazolteotl a bélsárevő istennő, a föld, a termékenység, a szexuális vétkek, a megbánás istennője és az éjszaka úrnője az azték mitológiában. Neve kapcsolatba hozható a nahuatl tlazolli szóval, aminek a jelentése betegség. Közép-Amerika egyik legősibb istene, kultuszát az aztékok valószínűleg a huaztékoktól vették át. A vétkesek pártfogójaként tisztelték.
Számos néven említik:
- Toszi ("nagyanyánk")
- Tlalli-ipalo ("a föld szíve")
- Iskuina
- Teteoinnan ("az istenek anyja")
- Csikunavi-akatl ("kilenc bambusznád")

## Ábrázolásai
Gyakran láthatjuk meztelen ábrázolását. Megkülönböztető jegye a félhold alakú orrdísz, a fürjtollas fejdísz amin két orsó és gyapot is található, valamint a sárgára festett arc. Jelképe a seprű vagy székletet evő emberalak.

## Szokások
A tiszteletére tartott ünnepen lányt áldoztak fel, s bőréből mellényt készítettek, amelyet az istennőt jelképező pap öltött magára. Ezt követte az istennő jelképes egyesülése Vitzilopocstlival, a háború és a Nap istenével, majd a zsenge kukorica istenének megszülése. Aszály idején férfit áldoztak Tlazolteotlnak, ekkor mint Iskuinának. A férfit egy oszlophoz kötözték, majd dárdákat hajigáltak testébe, a kicsorduló vér jelképezte a várva várt esőt.